# Pałac w Klisinie
Pałac w Klisinie – zabytkowy pałac znajdujący się w Klisinie położonym w województwie opolskim, w powiecie głubczyckim, w gminie Głubczyce.
Do wojewódzkiego rejestru zabytków wpisane są:
- zespół pałacowy, poł. XVII, XVIII/XIX, XX:
  - pałac, nr rej.: 530/58 z 15.11.1958 (wypis z księgi rejestru)
  - park, nr rej.: 114/84 z 19.09.1984.

W XVI wieku ówcześni właściciele Klisina rozpoczęli budowę renesansowego dworu, którą zakończono w połowie XVII wieku. Po pożarze dworu w 1758 r., wzniesiono w jego miejscu barokowy dwupiętrowy pałac.